# Степовий Павло
Павло́ Степови́й (*1903, Чортків — †14 жовтня 1978, Сент-Катарінс) — майстер бандури харківського зразка, також майстер цимбалів. Почесний член Української Капели Бандуристів ім. Т. Г. Шевченка.

## Біографія
Народжений в Чорткові, на Тернопільщині. Емігрував в Канаду 1922 року. Справжнє прізвище Чортик. Майстер бандур харківського зразка в Ґрімсбі, Канада. Інструменти напівхроматичні — 8 басків та 26 приструнків. Деякі інструменти напівхроматичні з півтонами. Виготовив понад 40 бандур. Також майстер цимбалів. Інструменти робив у 50-70-их роках.
Чоловік дочки Орисі Павла Степового, Макар, продовжив традицію її батька, приєднавшись до Української Капели Бандуристів ім. Т. Г. Шевченка. Онук Орест Сушко також музикант і звукорежисер, двічі нагороджений премією «Еммі».